# Succinimide
Les succinimides sont des imides cycliques à cinq sommets.
Le plus simple élément de cette famille est le succinimide, de formule C4H5NO2.